# Лас Конхас
Лас Конхас  (ісп. Las Konchas) — водоспад, що знаходиться неподалік містечка Семех у Гватемалі. Має висоту 10 метрів.

## Опис
Доволі бурхливий потік води приваблює екстремалів. Водоспад утворює басейн, в котрому полюбляють купатися туристи.